# Герой Абхазії
Геро́й Абха́зії (абх. Аҧсны афырхаҵа) — найвищий ступінь відзнаки Абхазії, що присвоюється за особисті або колективні заслуги перед Республікою Абхазія, пов'язані із здійсненням героїчного подвигу. Звання «Героя» може присвоюватись і іноземним громадянам.
Герою Абхазії вручається знак особливої відзнаки — медаль з написом на абхазькій мові «Герою Абхазії». Медаль затверджена 4 грудня 1992 року і носиться на лівій стороні грудей над орденами і медалями Республіки Абхазія. Автор дизайну медалі — художник Валерій Гамгіа.

## Опис медалі
Медаль «Герою Абхазії» є восьмикінечною зіркою з позолоченого металу, з променями, що розходяться з центру. На поверхні зірки розташовано опукле стилізоване зображення солярного знаку. У центрі зірки розташований коштовний камінь. Відстань між протилежними кінцями восьмикінечної зірки 35 мм. На оборотній стороні медалі напис на абхазькій мові «Апсни афирхаца» (Герою Абхазії).
Медаль за допомогою вушка і кільця з'єднується з чотирикутною колодочкою, покритою шовковою муаровою стрічкою. Кольори стрічки чергуються — чотири зелені і три білі горизонтальні смужки.

## Герої Абхазії
- Владислав Ардзинба
- Шаміль Басаєв
- Хамзат Ханкаров
- Сергій Багапш